# Wonderboy (The Kinks)
Wonderboy è un brano musicale del gruppo rock britannico The Kinks, scritto dal leader del gruppo Ray Davies e pubblicato su singolo nel 1968. 

## Il brano
Il 45 giri stazionò alla posizione numero 36 della classifica britannica dei singoli, divenendo il primo singolo della band a non entrare nella UK Top Twenty fin dai tempi delle prime cover. Nonostante questo, la canzone era una delle preferite di John Lennon dei Beatles, e, secondo quanto affermato da Ray Davies nella sua autobiografia, X-Ray, «qualcuno vide John Lennon in un locale che continuava a chiedere al disc jockey di suonare Wonderboy ancora ed ancora». Il chitarrista dei Kinks Dave Davies lodò il brano, dicendo: «Wonderboy fu un brano importante per noi anche se non fu mai una hit. Quella era una canzone alla quale tenevamo davvero». Tuttavia, l'opinione del bassista Pete Quaife riguardo alla canzone non era delle migliori, infatti dichiarò in seguito: «[Io] la odiavo ... era orribile».
Wonderboy venne pubblicata su singolo anche negli Stati Uniti ma non entrò in classifica. Successivamente venne inclusa nella compilation The Kink Kronikles, riservata al mercato statunitense.
Il verso «I see you and you see me» presente nella canzone, venne utilizzato dagli Oasis per il loro pezzo She's Electric.

## Tracce singolo
Pye Records – 7 N 17468
1. Wonderboy - 2:47
2. Pretty Polly - 2:49